# Seillons-Source-d'Argens
Seillons-Source-d'Argens är en kommun i departementet Var i regionen Provence-Alpes-Côte d'Azur i sydöstra Frankrike. Kommunen ligger i kantonen Barjols som tillhör arrondissementet Brignoles. År 2022 hade Seillons-Source-d'Argens 2 717 invånare.

## Befolkningsutveckling
Antalet invånare i kommunen Seillons-Source-d'Argens
| Referens: INSEE |